# Kandis
Kandis är ett dansband från Danmark, som består av Johnny Hansen, Jørgen Hein Jørgensen, Michael Krätz och Jens Erik Jensen. Kandis spelade första gången 1989.

## Album
Har gett ut ett tjugotal, bland andra:
- 1990: Kandis 1 (ursprungligen Hvilke herlige dage)
- 1991: Kandis 2 (ursprungligen Dansen går)
- 1992: Kandis 3
- 1993: Kandis 4
- 1995: Kandis 5
- 1996: Kandis 6
- 1998: Kandis 7
- 1999: Kandis 10års jubilæumsmedley
- 1999: Nu ved jeg julemanden er på vej
- 2000: Kandis 8
- 2002: Kandis 9
- 2003: Kandis 10
- 2005: Kandis 11
- 2008: Kandis 12
- 2009: Kandis 13
- 2010: De bedste julehilsner
- 2011: Kandis 14
- 2012: Kandis No. 15
- 2014: Kandis 16
- 2016: Liebesgrüsse aus Dänemark (tyskspråkigt album)
- 2016: Kandis 17
- 2018: Kandis 18
- 2019: Kandis 19: Latest & Greatest
- 2020: Kandis 20
- 2021: Kandis 21
- 2023: Kandis 22